# Nieva de Cameros
Nieva de Cameros is een gemeente in de Spaanse provincie en regio La Rioja met een oppervlakte van 42,05 km². Nieva de Cameros telt 92 inwoners (1 januari 2016).

## Demografische ontwikkeling
Bron: INE, 1857-2011: volkstellingen